# 230 Est 230 103 à 230 280

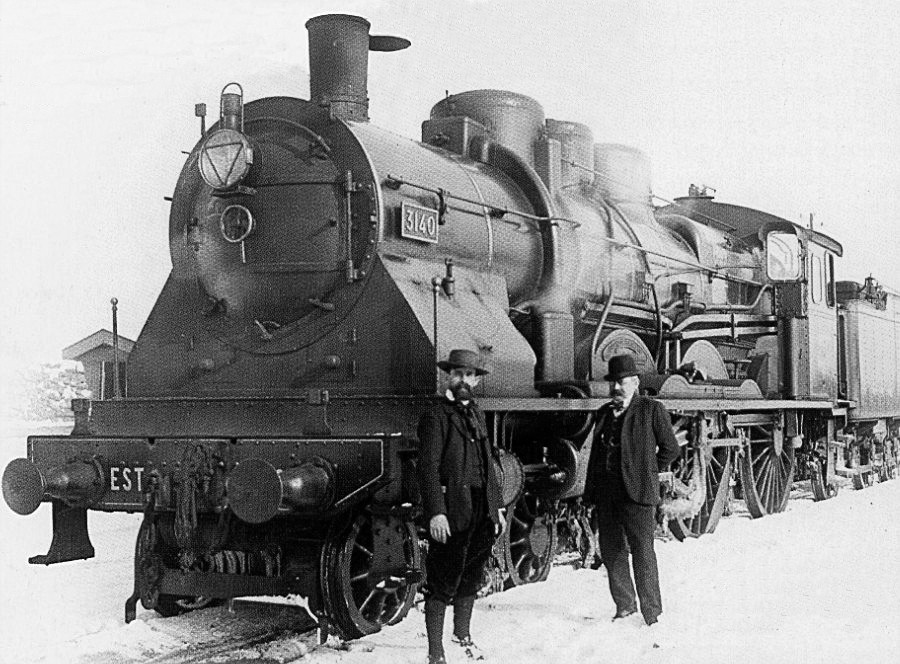
La locomotive en version d'origine.

Les Ten wheel numéros 230 103 à 230 280 sont des locomotives à vapeur construites par la Compagnie des chemins de fer de l'Est.
Cette série, de disposition d'essieux 230, fut obtenue par la transformation des 230 Est 3103 à 3280 (futures : 1-230 J entre 108 et 219 ).

## Genèse

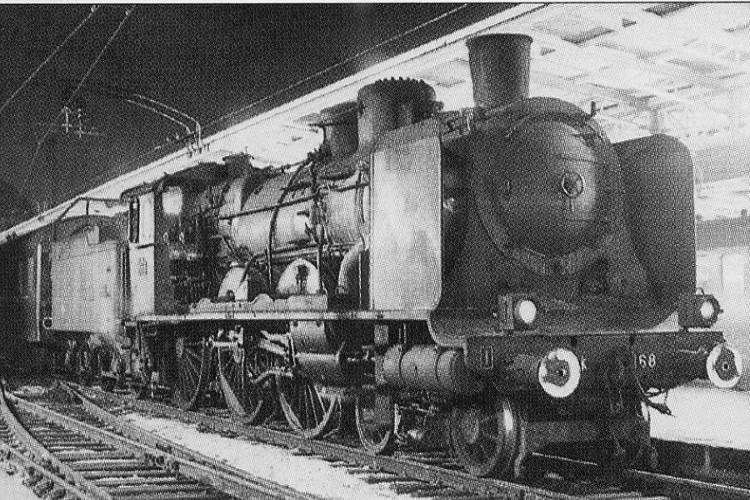
La locomotive modifiée en 1932.

À partir de 1932 la série des 230 Est 3103 à 3280 commença à subir des modifications pour améliorer les rendements. Ces modifications se poursuivirent jusqu'en 1946 et concernèrent toute la série ce qui impliqua la disparition à cette date des 1-230 J entre 108 et 219.

## Description
Les modifications apportées furent :
- Amélioration des circuits vapeur
- Timbre de la chaudière porté à 18 bars
- Montage d'un réchauffeur de type « Worthington » sur 53 machines
- Montage d'un réchauffeur de type « ACFI » sur 21 machines
- Montage d'un réchauffeur de type « Dabeg » sur 2 machines mais à titre d'essais
- Pose d'un injecteur de type « Metcalfe » sur 36 machines
- Pose d'un injecteur de type « Thermix » sur toutes les autres machines
- Pose d'un échappement à cône variable et à large section de type « Bourges »
- Et enfin pose d'écrans pare-fumées de petite taille de forme rectangulaire à bords arrondis, après les essais effectués sur la 230 Est 3244 notamment.

Une autre amélioration fut la pose de la plate-forme de type « Mestre » et de l'attelage de type « TI (tender interchangeable) » pour pouvoir accoupler des tenders de type 32 m3 ou 35 m3 à bogies. Les essais furent effectués sur la 230 230 et concernèrent par la suite la sous-série 230 231 à 230 280 (futures : 1-230 K 230 à 280 ).
Les autres machines conservèrent les tenders d'origine de type 22 m3 à trois essieux.

## Utilisation et services

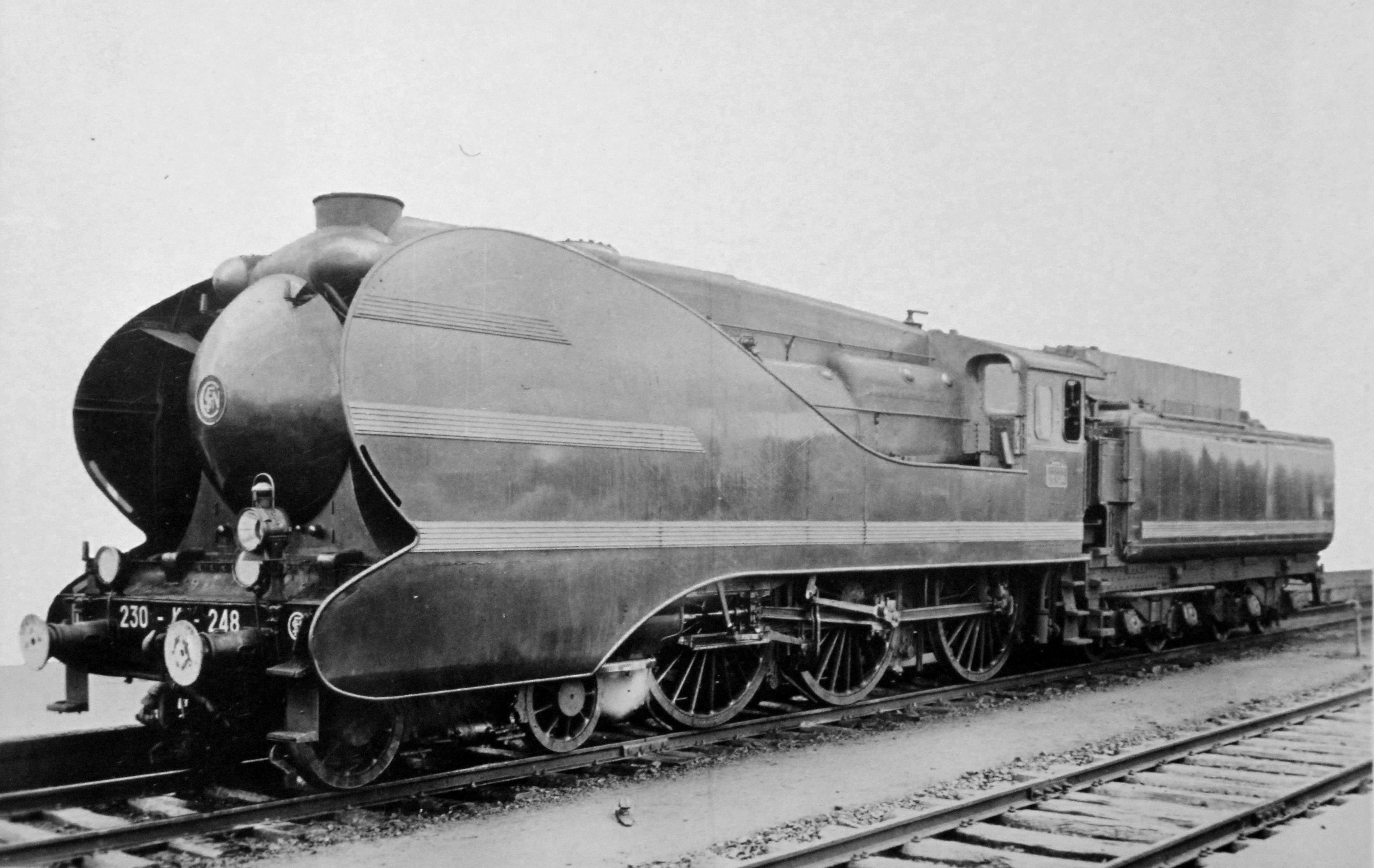
La 1-230 K 248 modifiée pour les trains Drapeaux.

Ainsi transformées, ces machines tractaient sans relais les rapides et express sur les parcours les plus longs. Après la Seconde Guerre mondiale, ces machines, auxquelles manquaient les 1-230 K 106, 140, 172 et 218 perdues par fait de guerre, ont été mises à contribution pour relever le pays car leur faible poids par essieu et leur puissance leur permettaient de circuler sur toutes les lignes. Elles remorquaient alors tous les types de trains mais ce uniquement sur une courte période.
Affectées aux dépôts de vitesse de la Compagnie, comme leurs devancières, on les retrouve ainsi à : Paris la Villette, Noisy-le-Sec, Chaumont, Châlons-sur-Marne, Reims, Nancy, Mohon, Château-Thierry, Givet, Longuyon, Hausbergen et Chalindrey.
À partir des années 50 le service commença à diminuer et les radiations commencèrent. La première unité radiée étant la 1-230 K 264 en octobre 1950 et la dernière fut la 1-230 K 238 en août 1965
Néanmoins 12 unités connurent un nouvel âge d'or à la suite de leur modification pour la remorque des trains Drapeaux entre Paris et Strasbourg. Ces trains étaient constitués de trois rames sur pneus et vu l'effort de traction nécessaire, il fut décidé d'en confier la remorque aux 1-230 K. Pour cela les locomotives 1-230 K 241, 242, 245, 248, 249, 251, 254, 267, 269, 273, 274 et 276 subirent les modifications suivantes :
- remplacement des injecteurs d'origine par deux de type « Thermix »
- montage d'un réchauffeur de type « ACFI »
- nouveau bogie moulé
- adoption de la chauffe au fioul
- mise en place d'une pompe de frein bi-compound
- et enfin habillage en tôles pour simuler un carénage

Ainsi modifiées, ces machines furent peintes en bleu clair (couleur qui leur valut le surnom de « Baleines bleues ») avec des bandeaux en inox et affectées au dépôt de Hausbergen. Elles assuraient les 504 km du trajet en 5 h 15 avec des arrêts intermédiaires à Bar-le-Duc et Nancy. Par la suite, avec la venue de Pacific ex-Sud-Est, ces machines terminèrent leurs carrières sur la ligne Strasbourg-Bâle.
Étant les plus lourdes et les plus puissantes des Ten wheel, elles connurent une longévité relativement longue pour des machines de vitesse même si aucune d'entre elles ne figure dans la collection de la Cité du train.

## Tenders
Les tenders qui leur étaient accouplés furent les mêmes que ceux des 230 Est 3103 à 3280 dont étaient tirées ces machines, à savoir :
- des tenders à 3 essieux contenant 22 m3 d'eau et 8 t de charbon immatriculés 3103 à 3230 puis 1-22 A 103 à 230.

Les 3231 à 3280 étant destinées à faire de longs trajets il fut décidé de les équipées de l'attelage côté tender du type « TI (tender interchangeable) » et de la plate-forme du type « Mestre ». On trouve ainsi accouplés les tenders des types :
- des tenders à bogies contenant 26,6 m3 d'eau et 7 t de charbon immatriculés 25041 à 25094 puis 1-25 C 41 à 94
- des tenders toujours à bogies mais contenant 32 m3 d'eau et 10 t de charbon immatriculés 32001 à 32025 puis 1-32 A 1 à 25
- des tenders toujours à bogies mais avec la même contenance que les 1-32 A 1 à 25 mais différents immatriculés 32026 à 32050 puis 1-32 B 26 à 50
- et enfin des tenders toujours à bogies et analogues aux 32 B, du moins par le châssis, contenant 35 m3 d'eau et 7 t de charbon immatriculés 35001 à 35082 puis 1-35 A 1 à 82

Pour les machines chauffées au fioul il fut pris les tenders des 1-231 C 51 à 73 en les adaptant à ce type de chauffe. Ces tenders à bogies contenaient 35 m3 d'eau et il y fut substitué une bâche à combustible de 10 m3 de fioul à la place de la soute à charbon. La caisse était à arêtes arrondies et était peinte de la même manière que les locomotives en étant immatriculés 1-35 B 101 à 113.

## Caractéristiques
- Surface de grille : 3,14 à 3,16 m2
- Surface de chauffe : 131,3 à 135,5 m2
- Surface de surchauffe : 37,2 à 54,2 m2
- Nombre d'éléments :
- Nombre de cylindres : 2 HP + 2 BP
- Diamètre cylindres HP : 370 mm
- Course pistons HP : 680 mm
- Diamètre cylindres BP : 590 mm
- Course pistons BP : 680 mm
- Timbre de la chaudière : 18 kg/cm2
- Diamètre des roues motrices : 2 090 mm
- Diamètre des roues du bogie avant : 920 mm
- Masse à vide : 73 à 76  tonnes
- Masse en ordre de marche : 79 à 84 tonnes
- Masse adhérente : 55 à 58 tonnes
- Longueur hors tout de la locomotive seule : 11,78 m
- Puissance maximum indiquée :  kW
- Puissance maximum à la jante : 1 251 kW
- Puissance maximum au crochet du tender : 986 kW à 85 km/h
- Effort de traction maximum : 149 kN
- Vitesse maxi en service: 120 km/h

Tender : 35B à fioul pour les carénées
- Tare du tender :  tonnes
- Capacité en eau : 35 m3
- Capacité en fioul : 10 m3
- Masse du tender en ordre de marche : 84 tonnes
- Masse totale locomotive + tender : 164 tonnes
- Longueur du tender : ? m
- Longueur totale locomotive + tender :  m